# Wasatch County
Wasatch County je okres ve státě Utah v USA. K roku 2010 zde žilo 23 530 obyvatel. Správním městem okresu je Heber City. Celková rozloha okresu činí 3 132 km².